# Alchemilla lessingiana
Alchemilla lessingiana é uma espécie de rosácea do gênero Alchemilla, pertencente à família Rosaceae.